# Neutra VDL Studio and Residences

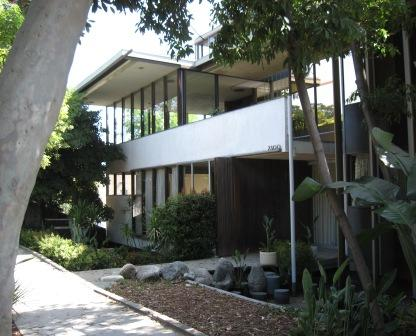
Wohnhaus von Richard Neutra

Neutra VDL Studio and Residences, auch Neutra Research House, Van der Leeuw House oder Richard and Dion Neutra VDL Research House II ist ein von Richard Neutra und seinem Sohn Dion Neutra entworfenes Wohnhaus in Los Angeles, Kalifornien, 2300 Silver Lake Boulevard. Es wurde am 8. Mai 2009 dem National Register of Historic Places (NRHP) als Baudenkmal hinzugefügt.
Das knapp 200 m² große Haus wurde ursprünglich 1932 für Neutra und seine Familie erbaut. Den Namen VDL Research House trägt es, weil es mit einem Darlehen von Neutras frühen Freund Case H. Van der Leeuw, einem niederländischen Industriellen und Architekturliebhaber gebaut wurde. Neutra und seine Frau Dione zogen ihre drei Söhne darin groß. Aus einem Studio führte er seine Architekturpraxis, bis er einige hundert Meter entfernt, am Glendale Boulevard, seine Büros im Neutra Office Building eröffnete, das ebenfalls im National Register geführt wird.

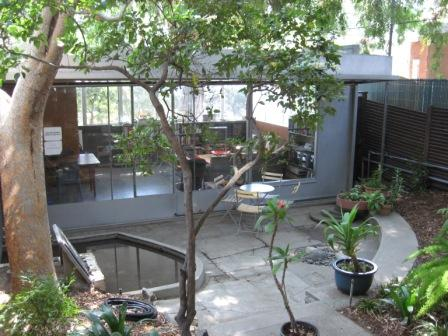
Ansicht des Gartenhauses

Bei seinem Entwurf trachtete Neutra zu zeigen, dass die Innovationen, die er bei dem Lovell Health House eingeführt hatte, auch in Entwürfen für weniger gut gestellte Kunden angewendet werden konnten. Durch die Verwendung von natürlicher Beleuchtung, Glaswänden, die sich zum Garten hin öffneten und Spiegel schuf Neutra einen Raum, der den nahegelegenen Raum des Silver Lakes nicht begrenzt, sondern reflektierte. Neutra schrieb später über das VDL Research House:

„Ich war überzeugt, dass ein Entwurf hoher Dichte in einer völlig menschlichen Weise erfolgen konnte, und ich sah mein neues Haus als ein bestimmtes Pilotprojekt. Ich wollte zeigen, dass Menschen, werden sie in enge Nachbarschaft gebracht, unter sehr zufriedenstellenden Bedingungen untergebracht werden können, wenn man die wertvolle Annehmlichkeit berücksichtigt, das man Privatsphäre nennt. So ausgestattet mit meinen Erinnerungen und Überzeugungen und in direktem Kontrast zu dem sinnesfeindlichen Gebaren meiner Kindheitsumgebung, setzte ich drei Familien auf mein gewöhnlich 60-auf-70-Fuß-Grundstück am Silver Lake. Und ich war in der Lage, die Dinge in so einer Weise anzuordnen, dass sie unsere Leben verschönerten mit reichlich vorhandenen Bepflanzungen und befreienden Durchblicken. Man fühlt eine einen großen Gedanken der Freiheit im VDL, weil alles sorgfältig geplant wurde, um Störungen zwischen den verschiedenen Zonen des Hauses zu vermeiden, und es gab so viele Möglichkeiten für sich allein zu sein.“

Neutra war später stolz darauf, dass jedes Jahr viele Fremde zu seinem Haus kamen, manche stehen blieben und nachdachten und sich vielleicht darüber wunderten, warum sich dieses Bauwerk in seiner Klarheit und Komposition nicht auf Los Angeles allgemein abfärbte.
Als Richard Neutra das Haus am Silver Lake Reservoir 1932 baute, hatte er ein Budget von 10.000 US-Dollar zur Verfügung und einen kleinen Landstreifen.
Die kleinen Räume des Hauses sind um ein offenes Treppenhaus angeordnet und verfügen über Einbaumöbel, die in neutralen Tönen gehalten sind. Das Haus war Neutras drittes Werk in den Vereinigten Staaten und entstand vier Jahre nach dem Lovell Health House in Los Feliz. Es entwickelte sich später zum Brennpunkt einer Ansammlung von zehn von Neutra entworfenen Häusern am Argent Place.
Das ursprüngliche Haus wurde im März 1963 durch einen Brand zerstört. Das Feuer vernichtete nicht nur das Haus, sondern auch Neutras Sammlung von Zeichnungen, Schriften und seine Architekturbibliothek. Neutras Sohn Dion baute das Haus unter Aufsicht seines Vaters wieder auf. Der Originaleindruck des Hauses wurde erhalten, in das Design des Wiederaufbaus wurden jedoch eine Reihe von Änderungen eingebracht. Ein Kritiker schrieb später, dass die „ursprüngliche Klarheit nun verschwunden war, aber das neue Haus hat eine sprunghafte visuelle Komplexität gewonnen“.
Neutras Witwe stiftete das Haus 1980, das zu jener Zeit einen Wert von 207.500 US-Dollar (inflationsbereinigt 582.700 US-Dollar) besaß, der Cal Poly Pomona zum Zwecke der universitären Nutzung.
Das Gebäude befand sich in einem Zustand, der einige Reparaturen erforderte und es drohte der weitere Verfall, als 2008 eine Spendenaktion durchgeführt wurde, um Erhaltungsmaßnahmen zu finanzieren.
Das Haus ist samstags zur Besichtigung zugänglich; es handelt sich um das einzige Haus, das Neutra entworfen hat und regelmäßig besichtigt werden kann.